# Mahmoud Rabbani

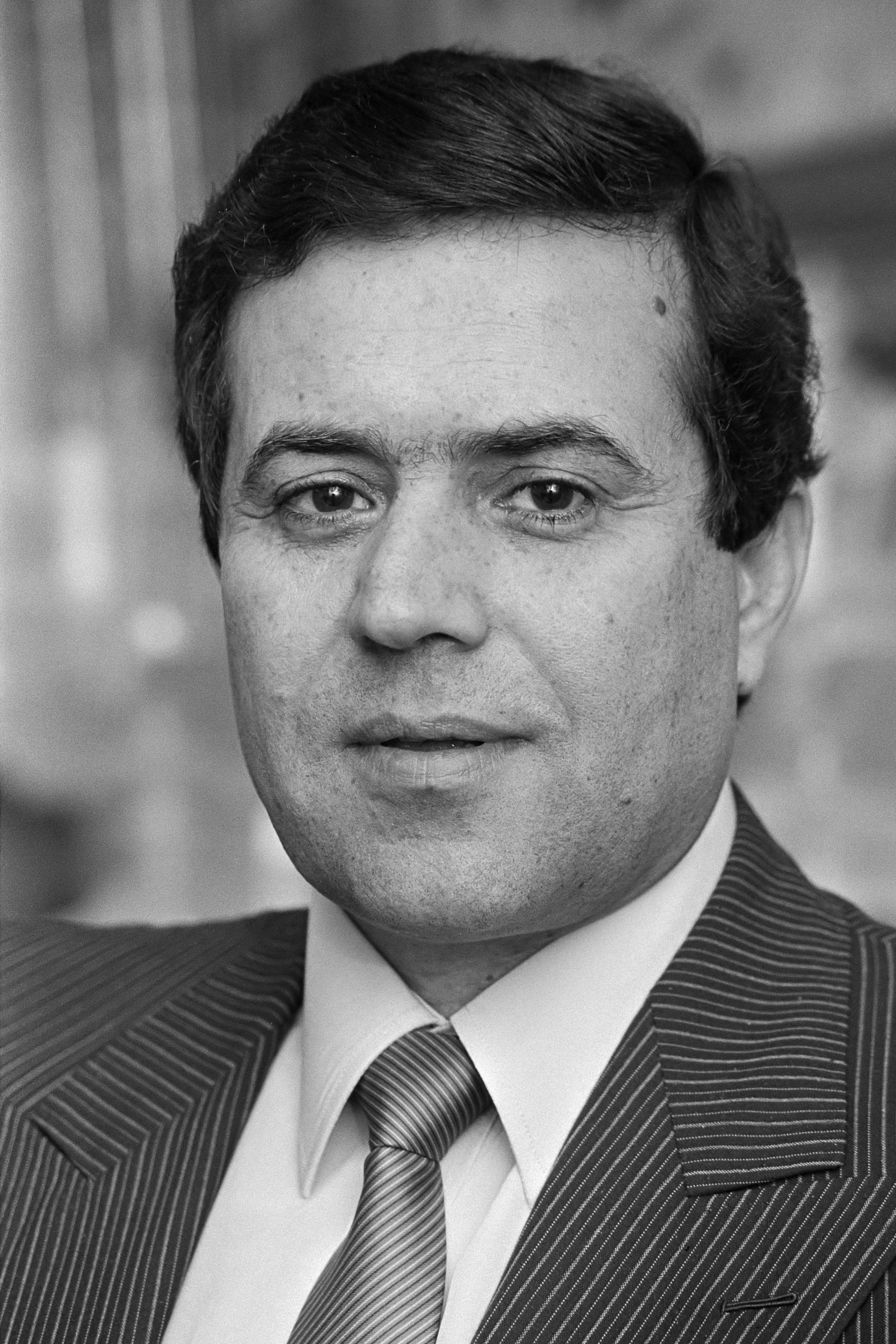
Mahmoud Rabbani in 1982

Mahmoud Salim Rabbani (Haifa, 2 mei 1934 – Wassenaar, 30 mei 2002) was honorair consul in Nederland van Koeweit van 1966-1985 en van Jordanië van 1985-1989. Het kantoor was in de Amaliastraat in Den Haag, hij woonde in Den Haag en Wassenaar.

## Levensloop
Rabbani werd geboren in Haifa, dat in 1934 nog in het Britse Mandaatgebied Palestina lag. Bij de stichting van de staat Israël werd de 13-jarige Rabbani uit zijn land verdreven. Hij was de oudste van vier kinderen, maar zijn ouders leefden toen al niet meer. Hij ging naar school in Libanon en Syrië. Hij kreeg een studiebeurs om in Nederland te gaan studeren en kwam in 1956 in Delft aan. Hij maakte echter zijn studie niet af en verhuisde naar Den Haag, waar hij het 'Middle East Bureau for the Promotion of Economic Relations' (MEPER Export) oprichtte om export naar het Midden-Oosten en Noord-Afrika te bevorderen. Hij werd een invloedrijk zakenman. Hij werd onder meer adviseur van Ogem, Rijn-Schelde-Verolme en Philips.
Rabbani was van 1966-1985 honorair consul van Koeweit en van Jordanië van 1985-1989 en speelde als zodanig een bemiddelende rol in de handelscontacten tussen Nederland en de Arabische landen. Hij heeft zijn leven gewijd aan de Palestijnse zaak, maar altijd via het dialoog, de samenwerking en de uitwisseling van studenten en culturele evenementen.

### Politiek
Rabbani was voorzitter van de Stichting Palestina Nederland en van de Palestijnse Nationale Raad in Tunis van 1991-1996. Hij had echter vaak kritiek op Yasser Arafat. De biografie die Jeroen Terlingen & Karel Roskan (twee journalisten) over hem schreven eindigde met een open brief aan Arafat, gedateerd 2 oktober 1997.
Rabbani vond dat Nederland veel steun aan Israël gaf sinds het ontstaan van de staat, en daarom ook moreel verplicht was het Palestijnse volk te steunen. Hij was voorstander van een  Europees of mogelijk mondiaal 'Marshall Plan' voor de Palestijnen.

### Rel
Tijdens de eerste oliecrisis in 1973 ontstond er een politieke rel toen het team van het NCRV-televisieprogramma Farce Majeure in hun programma het (carnavals)lied 'Kiele kiele Koeweit' zong, bedoeld als een grap over de macht van de oliestaten over de olie, met als geruststelling dat je als geboycotte Nederlander met het bier alsnog "in de olie" kon zijn.
Koeweit maakte bezwaar tegen het lied, vermoedde dat het land belachelijk werd gemaakt.
De gemoederen werden echter gesust toen het team, gekleed als oliesjeiks, Mahmoud Rabbani een bezoek bracht om hem het eerste singletje van het liedje te overhandigen, hetgeen vriendelijk en met enige humor werd geaccepteerd.

### Lutfia Rabbani Foundation
In 1979 richtte Rabbani de Lutfia Rabbani Foundation, vernoemd naar zijn moeder, op. Het fonds stimuleert uitwisselingsprojecten op onderwijsgebied tussen Nederland en de Arabische landen.